# 耳廓狐
耳廓狐（学名：Vulpes zerda）也称耳郭狐、狐、大耳小狐、大耳狐与沙漠小狐，是一种分布于北非撒哈拉的小型夜行狐，以其不同寻常的大耳朵而闻名。其英文名Fennec来自于阿拉伯语狐狸一词；其种名zerda出自希腊语单词ξηρός（xērós），意为“干燥”，是对其栖息地的描述。耳廓狐是最小的犬科动物，其皮毛、耳和肾功能都适应了高温缺水的沙漠环境。另外其听力十分敏锐，足以感觉到地下猎物活动。为濒危野生动植物种国际贸易公约附录II所列的保护动物。
耳廓狐在野外可以存活大概10年，其主要天敌包括狞猫和非洲种的雕鸮。耳廓狐群会在沙中挖掘大约120平方米的洞穴以防护与居住，这些洞穴甚至会与其他耳廓狐群洞穴相连。目前无法精确测出耳廓狐种群数目，但由目击估计该物种尚未面临灭绝威胁。虽然常被分类为狐属，耳廓狐的分类尚有争议。北非原住民认为耳廓狐的皮毛是珍贵的，世界其他地方则认为耳廓狐是一种有异国情调的宠物。

## 形态特征

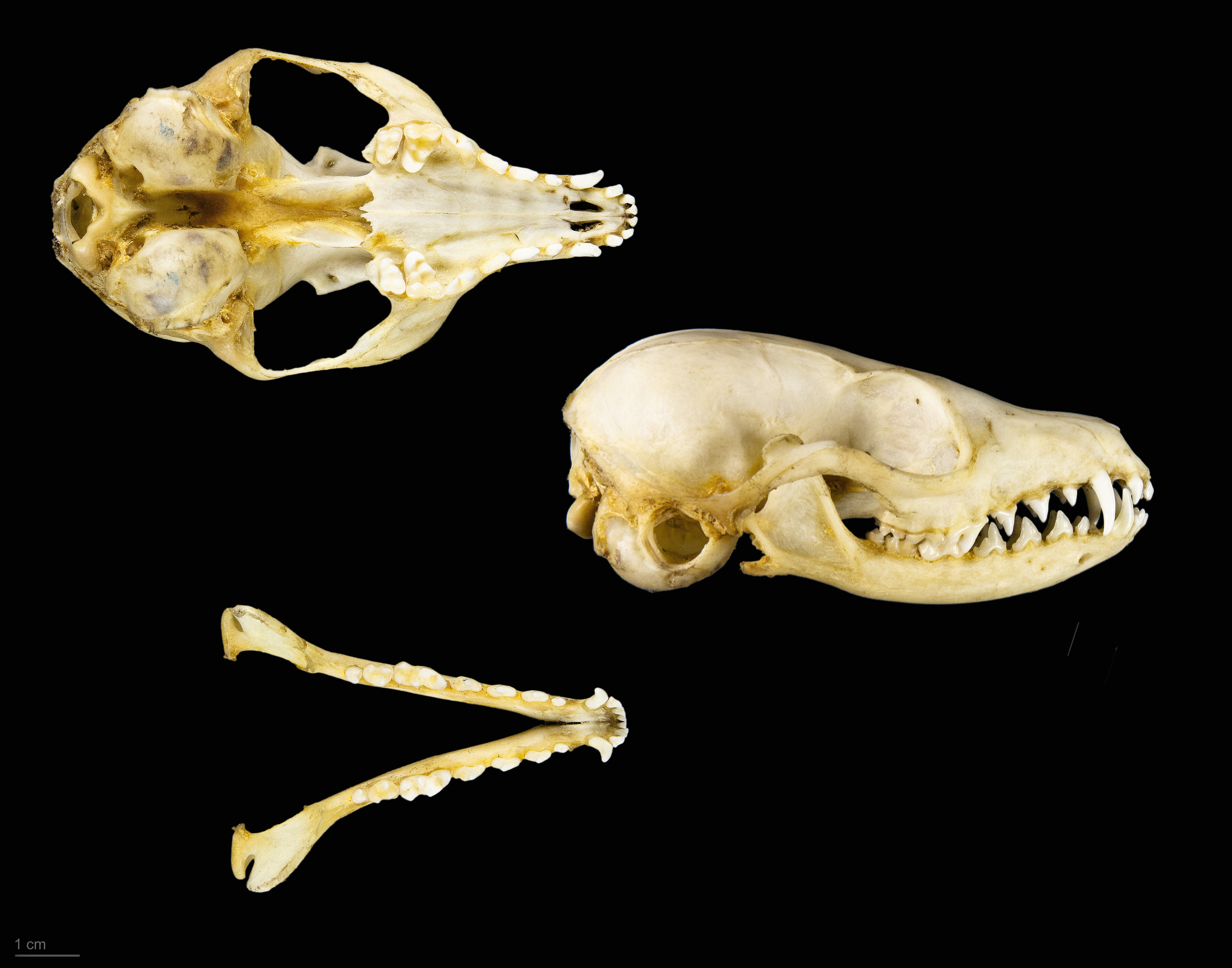
Vulpes zerda

耳廓狐重0.68–1.6 千克，身长24–40厘米，肩高约20.3厘米，是最小的犬科动物。尾部有一个黑色的尖端，长度约为身长的四分之三。其耳部长10–15厘米。
耳廓狐的皮毛常常是松软的并带有奶油色，可以在昼间反射热量并在夜间保温。其耳朵占身长的比例是同属生物中最大的，能够通过靠近皮肤的血管散热。耳廓狐的听觉极其敏銳，可以听到地下猎物的活动。其脚底被皮毛保护以避免被热的沙子伤害。

## 社会行为

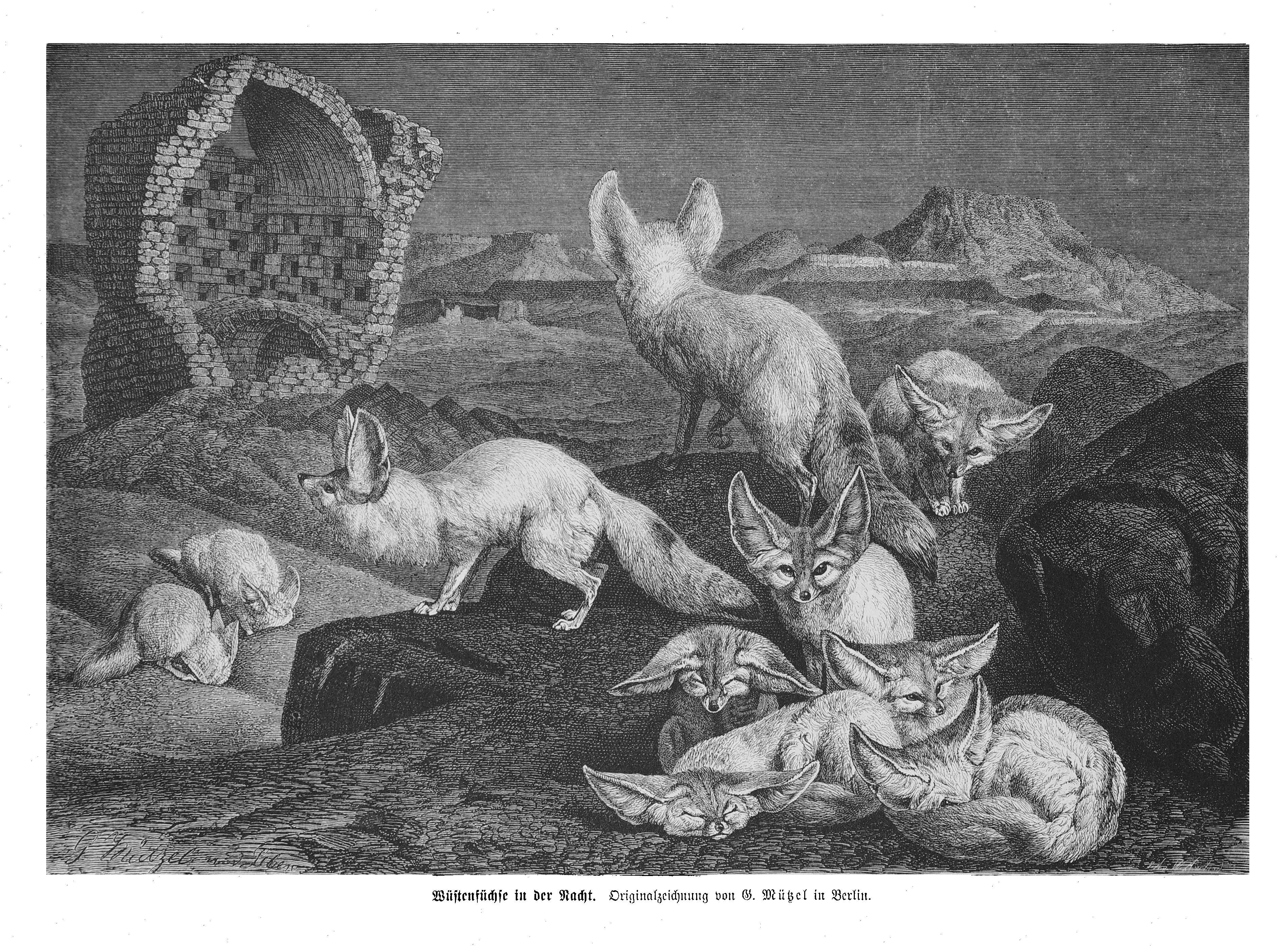
1876年对阔耳狐的素描

对于耳廓狐社会行为的了解主要基于圈养动物。基本社会单元是一对父母和它们的后代。一般认为过去一年的子代会留在家庭中直到新的幼狐出生。包括成年耳廓狐在内通常会玩耍。
圈养动物体现了高度的社会行为，通常表现为互相的接触。雄性更多表现出侵略性并用尿在雌性发情周期时标记。在圈养时观察到它们会用后足和鼻子掩埋粪便。耳廓狐在野外仍有很多未知的行为，国际自然保护联盟在2004年做出报告说：“到目前为止对这个物种野生种群数目动态和栖息地的特定行为的深度研究是仍然空缺的”

## 打猎与食物
耳廓狐是一种夜行杂食动物，食物包括啮齿动物，昆虫，鸟类和鸟蛋。一个个体可以跳跃61厘米高，122厘米远，有助于其捕捉猎物，逃过天敌。耳朵较大的狐属动物如耳廓狐和大耳狐似乎能盯着地面并转动头部以够精确的猎物的位置。
由于耳廓狐的肾适应了缺水环境并可以阻止水份流失，它可以生活在没有流动水的地方。耳廓狐的洞穴可以收集露水。耳廓狐可从食物中吸收水份，但在有水时仍会直接饮水。

## 繁殖

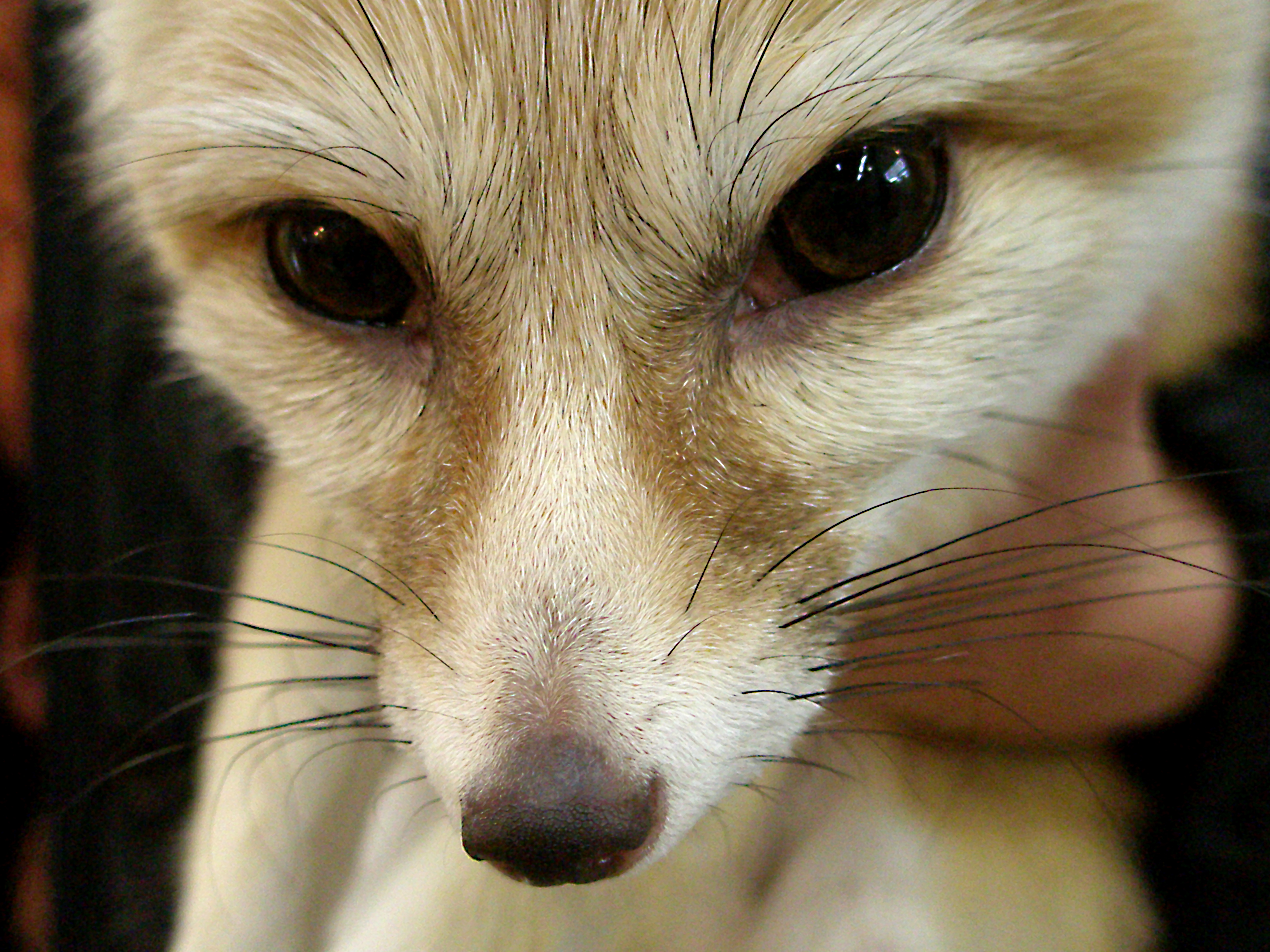
耳廓狐的面部特写

耳廓狐是结对生活的社会性动物，每一个家庭控制一处领地。耳廓狐大约9个月左右性成熟。在野外，求偶常常发生于1月和2月，幼崽常常于3月到4月出生；圈养耳廓狐常于3月到7月出生。该物种一年一般只繁殖一次。
妊娠期一般为50至52天，一胎有一到四个幼崽，断奶期约61至70天。在圈养耳廓狐中有有62到63天妊娠期的报道。幼崽在刚出生时耳朵是折叠的，眼睑将于十天左右张开，随后耳朵也会展开。圈养耳廓狐最长寿命纪录为12年，但在野外最多不超过10年。

## 栖息地

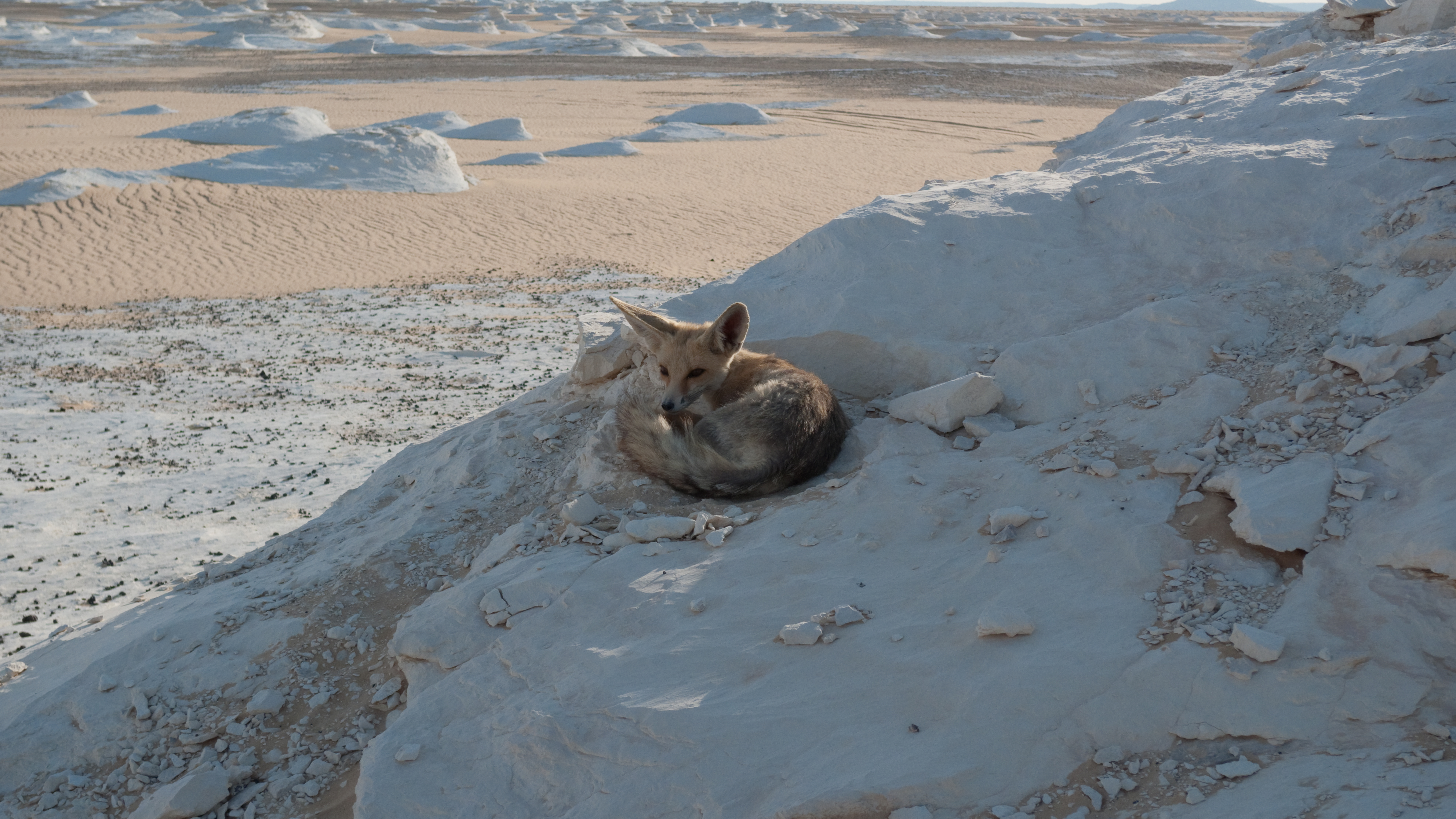
埃及野外的耳廓狐

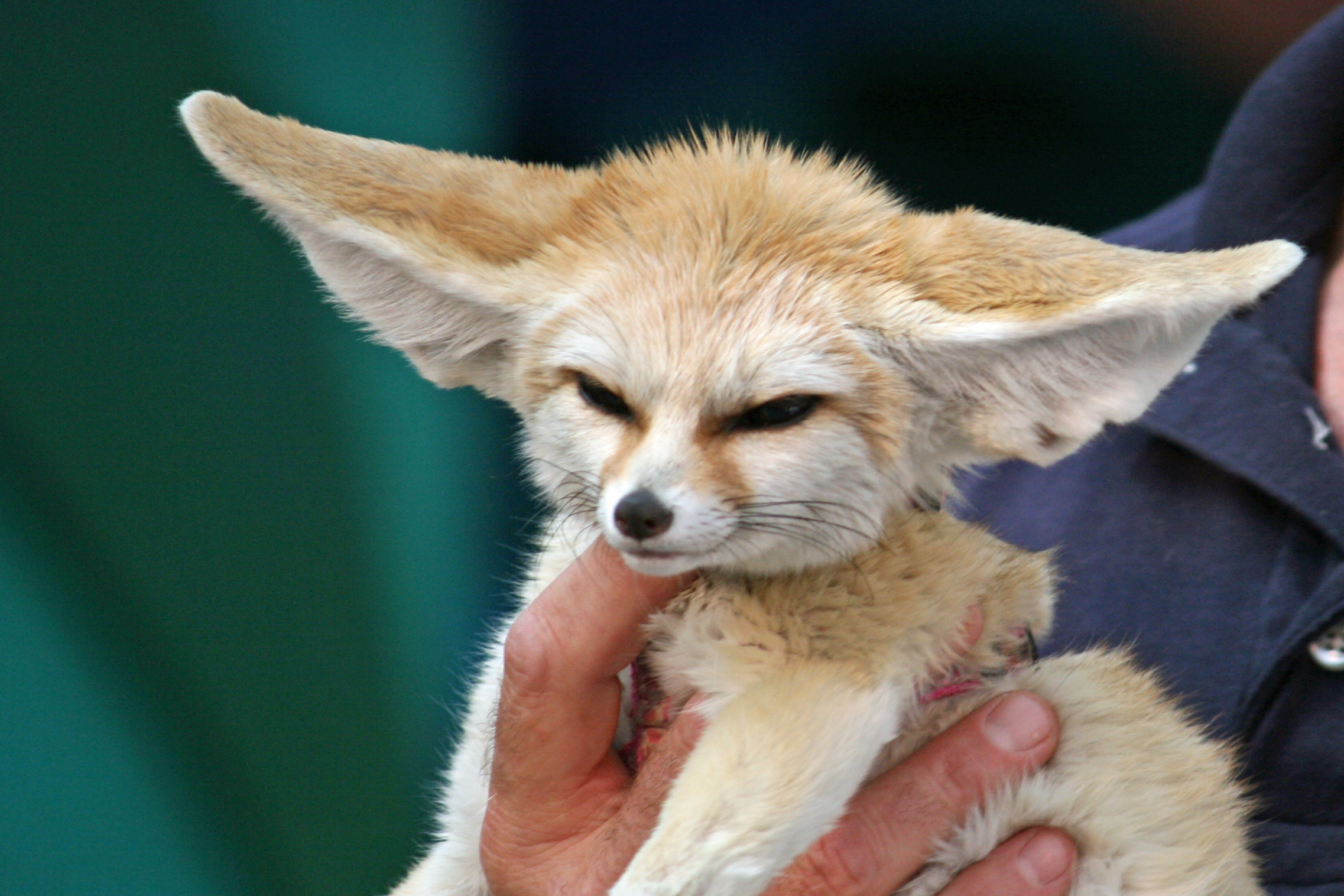
十个月大的耳廓狐

阔耳狐分布于北非和亚洲西奈半岛与科威特一带，包括摩洛哥到埃及，北至阿尔及利亚，南至尼日尔北部，东至西奈半岛和科威特，西至毛里塔尼亚。
耳廓狐通常根据栖息地环境在开阔的沙地或由植物固定的沙丘中筑巢。在紧实的土壤中，洞穴可达到120平方米并有15个入口。一些情况下，属于不同家庭的洞穴会连接在一起。在松软的沙地中，巢穴一般仅有一个入口和一个内室。

### 种群数目
耳廓狐被IUCN红色名录列为无危物种并被列入濒危野生动植物物种国际贸易公约附录 II中：没有立即的灭绝危机，但需要管制交易情况以避免影响到其存续的物种。如果这类物种的族群数量降低到一定程度，则会被改置入附录一进行全面的贸易限制保护。虽然不会对人类和牲畜造成直接伤害，耳廓狐常被人类捕获。耳廓狐与其他狐一样被西奈和撒哈拉的居民视作珍品。
目前耳廓狐的种群数量尚不明确。

### 天敌
耳廓狐的主要天敌包括狞猫和非洲种的雕鸮；另外胡狼、鬣狗和沙克犬等动物也可能捕食耳廓狐。
同时，人类通常出于商业目的去捕捉耳廓狐：耳廓狐常被作为宠物出售，其皮毛也可用于贸易。不过摩洛哥南部居民认为耳廓狐的肉是恶臭而不堪食用的。

## 分类
耳廓狐曾被划为耳廓狐属，现被划为包括了其它狐狸的的狐属，但科学家发现它们之间有很多不同：耳廓狐在身体特征和社会特征上于其它狐有均有差异。因此耳廓狐有两种不同的分类名：表示耳廓狐属于狐属的Vulpes zerda和表示耳廓狐独立成属的Fennecus zerda。
耳廓狐缺少其它狐狸所具有的麝香腺并只有32对染色体，而其它狐具有35到39条染色体。该物种同时表现出了不同于其它狐的群居行为。

## 宠物饲养

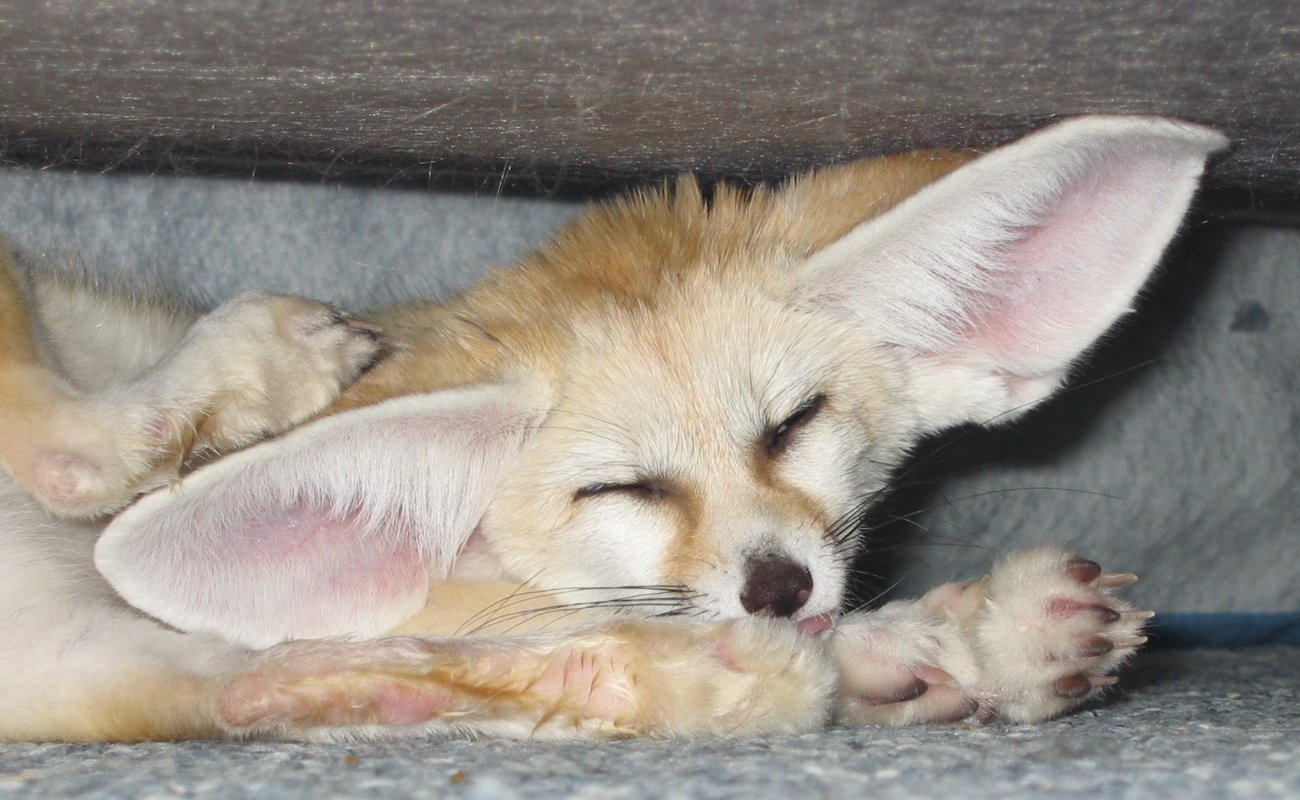
一只宠物耳廓狐正在用后爪挠耳朵

耳廓狐可被商业饲养作为异国宠物出售。鉴于受训的幼狐更易成为具有更高价值的较好宠物，饲养者通常从母亲边取走幼崽。
耳廓狐与郊狼、澳洲野犬、胡狼和北極狐被美国农业部定为小型野生犬科动物，并与驯化银狐被定为可以被饲养为宠物的狐。虽然耳廓狐不被视为被驯化过的，但是仍可以与猫和狗一般饲养。

## 人类文化
耳廓狐是阿尔及利亚国家足球队昵称“Les Fennecs”的来源。
耳廓狐的英文名“fennec”是火狐浏览器移动版的开发代号。
在德文中除了有与英文同源的词“Fennek”外，耳廓狐也常被叫做“Wüstenfuchs”，即“沙漠（Wüsten）狐狸（Fuchs）”。德国军官埃尔温·隆美尔（1891年－1944年）的外号“沙漠之狐”指的就是这种动物。
2016年2月，在迪士尼第55部經典動畫長片《疯狂动物城》（Zootopia）中，以和主角赤狐尼克（Nick）一起行騙街頭的角色飛仔（Finnick）出現。
2017年1月，以野生動物萌擬人化為主題的日本動畫《動物朋友》（けものフレンズ）播出，耳廓狐為動畫中的主要角色之一。
2019年5月，手游明日方舟中的幹員調香師原型為耳廓狐。
2020年8月，日本Vtuber hololive production 五期生  尾丸波爾卡 以耳廓狐 狐娘出道。
2021年1月，日本動畫《SK∞》（SK∞ エスケーエイト），劇中男主角打工的滑板店，店主就有飼養一隻耳廓狐。
2022年8月，手游原神3.0版本中正式上線的角色提納里的原型即為耳廓狐。

## 名称
耳廓狐的英文名Fennec来自于阿拉伯语词fenek，意为狐狸。耳廓狐的种名zerda来自于希腊语xeros，代表干燥，表示了其栖息地的环境。
有分析指出，“耳廓狐”这个中文名称是因为在简体汉字输入法下无法输入字，而采取“拆字法”，将（意为“大耳”）拆解为“耳郭”。而不了解来龙去脉的人可能误将“耳郭狐”曲解为输入了错别字，进而画蛇添足地又将其改为“耳廓狐”。这个名字因为符合狐的大耳朵，就广为流传了（但事实上，所有狐都有耳廓）。而本名“狐”仍旧（截止至本版本）无法在中国大陆的常用输入法中打出，在人群中也知之甚少。

## 脚注
1. 1 2  Asa CS, Valdespino C, Cuzin F, de Smet K & Jdeidi T. . The IUCN Red List of Threatened Species 2008.   [2 December 2008] （英语）.
2. 1 2  . Smithsonian National Zoological Park.   [2009-12-17]. （原始内容存档于2010-04-18）.
3. 1 2 3 4 5  Nobleman, Marc Tyler. . Benchmark Books (NY). 2007: 35–36  [2009-12-19]. ISBN 978-0761422372. （原始内容存档于2012-11-13）.
4. 1 2  Rogers, Leslie J. . Allen & Unwin. 2003: 46–47  [2009-12-19]. ISBN 978-1865086736.
5. 1 2 3 4  . Seaworld.org.   [2009-12-19]. （原始内容存档于2010-02-22）.
6. 1 2 3 4 5 6 7 8  Sillero-Zubiri, Claudio; Hoffman, Michael; Mech, Dave. . World Conservation Union. 2004: 208  [2009-12-19]. ISBN 978-2831707860. （原始内容存档于2012-11-13）.
7. ↑  原文为"in-depth study of the species, with particular emphasis on habitat use and population dynamics in the wild, is overdue."
8. ↑  . BBC Science and Nature. 2008-07  [2009-12-21]. （原始内容存档于2013-12-02）.
9. 1 2 3 4  Roots, Clive. . Greenwood. 2007: 113–114  [2010-01-14]. ISBN 978-0313339875. （原始内容存档于2012-11-13）.
10. 1 2  . Wildlife at Animal Corner.   [2009-12-21]. （原始内容存档于2015-03-18）.
11. ↑  . IUCN.   [2010-12-22]. （原始内容存档于2012-04-30）.
12. ↑  . CITES Species Gallery.   [2009-12-21]. （原始内容存档于2017-08-02）.
13. ↑  . Discover CITES.   [2009-12-21]. （原始内容存档于2011-05-14）.
14. ↑  . African Bushmeat Expedition.   [2009-12-21]. （原始内容存档于2010-10-28）.
15. 1 2  . The IUCN Red List of Threatened Species.   [2009-12-21]. （原始内容存档于2010-10-20）.
16. ↑  一种当地的猎狗。
17. ↑   (PDF). Friends of the Rosamond Gifford Zoo. Rosamond Gifford Zoo. 2005-11-21  [2010-01-27]. （原始内容存档 (PDF)于2020-11-11）.
18. 1 2  . The Animals at Wildworks.   [2009-12-21]. （原始内容存档于2009-06-17）.
19. 1 2 3  Waltz, Donna Maria. . Waltz.net. 2008-02-07  [2009-12-21]. （原始内容存档于2021-04-21）.
20. ↑  Wrenin, Eddie. . Daily Mail. 2009-16-24  [2009-12-21]. （原始内容存档于2020-11-09）.
21. 1 2  Roots, Clive. . Greenwood Press. 2006: 162–163  [2009-12-19]. ISBN 978-0313335464.
22. ↑  原文为"Small wild/exotic canid"。
23. ↑   (PDF). United States Department of Agriculture.   [2009-12-21]. （原始内容 (PDF)存档于2010-02-15）.
24. ↑  . Fennec-Fox.com.   [2009-12-21]. （原始内容存档于2010-10-20）.
25. ↑  . （原始内容存档于2010-06-01）.
26. ↑  . Mozilla Wiki. Mozilla Project.   [2015年12月9日]. （原始内容存档于2020年10月20日）.
27. ↑  GalladeC. . bilibili.   [2022-11-11]. （原始内容存档于2022-11-11）.
28. ↑  . 萌娘百科.   [2022-11-11]. （原始内容存档于2022-11-11）.
29. ↑  .   [2018-10-23]. （原始内容存档于2020-09-20）.